# Baba Moustapha
Mahamat "Baba" Moustapha (1952-1982) fue un dramaturgo de Chad que escribía en francés. Sus obras incluyen Le Maitre des Djinns, Le Souffle de l'Harmattan y Makarie aux Épines. Su obra publicada Commandant Chaka (1983), una denuncia de las dictaduras militares, es considerado su mejor trabajo. En su honor su nombre le fue impuesto a la Asociación Artística de Culturelle - Théâtre Vivant Baba Moustapha (ACT-TVBM), una compañía de teatro.